# Paratelmatoscopus permistus
Paratelmatoscopus permistus är en tvåvingeart som beskrevs av Quate 1967. Paratelmatoscopus permistus ingår i släktet Paratelmatoscopus och familjen fjärilsmyggor. Inga underarter finns listade i Catalogue of Life.